# Женска кошаркашка репрезентација Босне и Херцеговине
Женска кошаркашка репрезентација Босне и Херцеговине представља Босну и Херцеговину на међународним кошаркашким такмичењима и под контролом је Кошаркашког савеза Босне и Херцеговине. Највећи међународни успех репрезентација је остварила освајањем златне медаље на Медитеранским играма 1993. године у Француској.

## Учешће на међународним такмичењима
- За наступе пре 1992. године погледајте чланак Женска кошаркашка репрезентација Југославије

### Олимпијске игре
Нема учешћа - никада се није квалификовала

### Светска првенства
| Година                                                                           | Турнир            | Пласман           | ИГ                | П                 | И                 | ДК                | ПК                | Разл.             |
| -------------------------------------------------------------------------------- | ----------------- | ----------------- | ----------------- | ----------------- | ----------------- | ----------------- | ----------------- | ----------------- |
| За раније наступе погледајте чланак Женска кошаркашка репрезентација Југославије |                   |                   |                   |                   |                   |                   |                   |                   |
| 1994.                                                                            | Није се пласирала | Није се пласирала | Није се пласирала | Није се пласирала | Није се пласирала | Није се пласирала | Није се пласирала | Није се пласирала |
| 1998.                                                                            | Није се пласирала | Није се пласирала | Није се пласирала | Није се пласирала | Није се пласирала | Није се пласирала | Није се пласирала | Није се пласирала |
| 2002.                                                                            | Није се пласирала | Није се пласирала | Није се пласирала | Није се пласирала | Није се пласирала | Није се пласирала | Није се пласирала | Није се пласирала |
| 2006.                                                                            | Није се пласирала | Није се пласирала | Није се пласирала | Није се пласирала | Није се пласирала | Није се пласирала | Није се пласирала | Није се пласирала |
| 2010.                                                                            | Није се пласирала | Није се пласирала | Није се пласирала | Није се пласирала | Није се пласирала | Није се пласирала | Није се пласирала | Није се пласирала |
| 2014.                                                                            | Није се пласирала | Није се пласирала | Није се пласирала | Није се пласирала | Није се пласирала | Није се пласирала | Није се пласирала | Није се пласирала |
| 2018.                                                                            | Није се пласирала | Није се пласирала | Није се пласирала | Није се пласирала | Није се пласирала | Није се пласирала | Није се пласирала | Није се пласирала |
| 2022.                                                                            | Први круг         | 12. место         | 5                 | 0                 | 5                 |                   |                   |                   |
| Укупно                                                                           | 1/8               | 12. место         | 5                 | 0                 | 5                 |                   |                   |                   |

### Европска првенства
| Година                                                                           | Турнир                  | Пласман                 | ИГ                      | П                       | И                       | ДК                      | ПК                      | Разл.                   |
| -------------------------------------------------------------------------------- | ----------------------- | ----------------------- | ----------------------- | ----------------------- | ----------------------- | ----------------------- | ----------------------- | ----------------------- |
| За раније наступе погледајте чланак Женска кошаркашка репрезентација Југославије |                         |                         |                         |                         |                         |                         |                         |                         |
| 1993 - 1995.                                                                     | Учешће није било могуће | Учешће није било могуће | Учешће није било могуће | Учешће није било могуће | Учешће није било могуће | Учешће није било могуће | Учешће није било могуће | Учешће није било могуће |
| 1997.                                                                            | Први круг               | 12. место               | 7                       | 2                       | 5                       | 368                     | 370                     | -2                      |
| 1999.                                                                            | Први круг               | 10. место               | 7                       | 1                       | 6                       | 273                     | 421                     | -148                    |
| 2001 - 2019.                                                                     | Није се квалификовала   | Није се квалификовала   | Није се квалификовала   | Није се квалификовала   | Није се квалификовала   | Није се квалификовала   | Није се квалификовала   | Није се квалификовала   |
| 2021.                                                                            | Четвртфинале            | 5. место                | 6                       | 4                       | 2                       | 444                     | 412                     | +32                     |
| Укупно                                                                           | 3/11                    | 5. место                | 20                      | 7                       | 13                      | 1085                    | 1203                    | -118                    |

## Познате играчице
- Разија Мујановић
- Мара Лакић
- Марица Гајић